# 42東京
42 Tokyo（フォーティーツートウキョウ）とは日本にある私立のコンピュータプログラミングエンジニア養成機関である。42ネットワークに所属している。本校は学校教育法が定める学校には当てはまらない。
本家の42はフランスにあり、イリアド（英語版）の創業者であるザヴィエ・ニエル（英語版）、ニコラス・サディラク（EPITECH（英語版）元ゼネラルディレクター）やクワミ・ヤングナン、フロリアン・ブヒャー（EPITECH元役員）含む数人の協力によって設立した。
日本の42東京はDMM.comが主導し一般社団法人『42 Tokyo』として設立した。

## カリキュラム
入学試験は、日本の教育機関での入学試験のようなペーパーテストはなく、第一次試験として、オンラインテストを通過した後、本試験のPiscineによって選抜される。
Piscineは4週間続く42 Tokyoの入学試験のことである。合格基準は公表されていない。
開校から1年(2021年6月22日時点)の統計では、総応募数は14,091人、通算合格率は4.05％。
本校は生徒同士のみで教えあい、課題を解決していくスタイルの機関のため、入学試験から、入学後の学びにおいて教師は居ない。

## キャンパス
開校当初より六本木に位置する住友不動産六本木グランドタワーの24階を校舎として利用していた。
2024年4月に快適に学習に取り組める環境を提供するために東京都 西新宿の大江戸線 都庁前駅近くに位置する新キャンパスに移転した。